# Adam Nowotny (inżynier)
Adam Nowotny (ur. ?, zm. 13 lipca 1934 we Lwowie) – polski inżynier, projektant i konstruktor samolotów, pilot.

## Życiorys
Był jednym z założycieli Aeroklubu Lwowskiego, gdzie uzyskał uprawnienia pilota samolotowego. Odbywał służbę wojskową w Dęblinie. Wspólnie z kierownikiem Centrum Wyszkolenia Oficerów Lotnictwa inż. Jarosławem Naleszkiewiczem stworzył w styczniu 1931 projekt szybowca wyczynowego NN-1, który został zbudowany do końca 1931. Ponadto powstał model NN-2. Był także autorem szybowca akrobacyjnego ITS-V z 1931. W 1932 był autorem projektu samolotu słabosilnikowego Ny-4. Następnie dostosował ten samolot do silnika Walter NZ.
Pełnił funkcję kierownika technicznego Instytutu Techniki Szybownictwa we Lwowie oraz asystenta Katedry
Budowy Płatowców na Politechnice Lwowskiej. Publikował w „Lwowskim Czasopiśmie Lotniczym”.
11 lipca 1934 odbywał lot doświadczalny szybowcem SG-3 o numerze SP-156, podczas którego kierowana przez niego maszyna rozbiła się na lotnisku w Skniłowie. Po wypadku przebywał nieprzytomny w szpitalu. Zmarł w wyniku odniesionych obrażeń 13 lipca 1934 we Lwowie.